# Kalifornische Küste

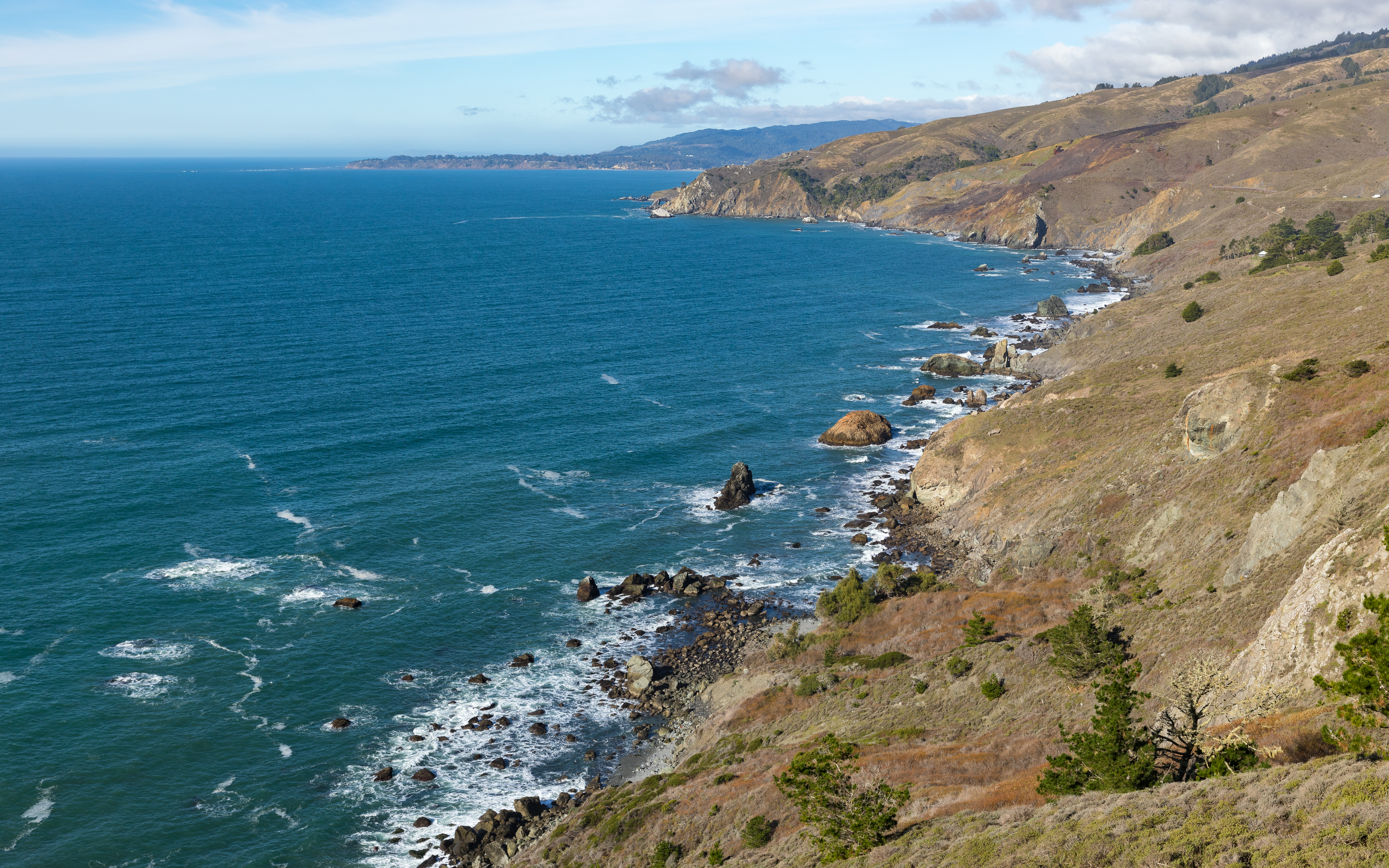
Felsenküste nördlich von San Francisco

Als Kalifornische Küste bezeichnet man die Pazifik-Küste des Bundesstaates Kalifornien an der Westküste der Vereinigten Staaten. Sie ist 1351,85 Kilometer lang und felsig bzw. sandig. Sie grenzt im Norden an die oregonische Küste und im Süden an die mexikanische Küste in Niederkalifornien in Mexiko (Bundesstaat Baja California). Die Küste schließt südlich unmittelbar an den mexikanischen Golf von Kalifornien an.
In Südkalifornien gibt es überwiegend Sandstrände, etwa in Malibu.

## Inseln
Santa-Barbara-Inseln
- Anacapa Island (Ventura County)
- San Miguel Island (Santa Barbara County)
- Santa Cruz Island (Santa Barbara County)
- Santa Rosa Island (Santa Barbara County)
- San Clemente Island (Los Angeles County)
- San Nicolas Island (Ventura County)
- Santa Barbara Island (Santa Barbara County)

Bucht von San Francisco
- Alameda Island
- Alcatraz Island, ehemaliges Bundesgefängnis
- Angel Island
- Bair Island
- Brooks Island (Bird Island), Kleinstinsel nahe Brooks Island
- Brooks Island
- Brother Islands
  - East Brother Island
  - West Brother Island
- Coast Guard Island im Oakland Estuary zwischen Alameda Island und Oakland
- Marin Islands
  - East Marin Island
  - West Marin Island
- Rat Rock, eine sehr kleine Insel (Marin County)
- Red Rock Island
- The Sister Islands
  - East Sister Island
  - West Sister Island
- Treasure Island
- Yerba Buena Island

- Farallon Islands

## Seehäfen
Hier befinden sich folgende Seehäfen:
- Port of Long Beach in Long Beach
- Hafen Los Angeles (Port of Los Angeles)
- Port of Oakland
- Port Hueneme bei Oxnard
- Port of San Francisco (Hafen von San Francisco)

## Sonstiges

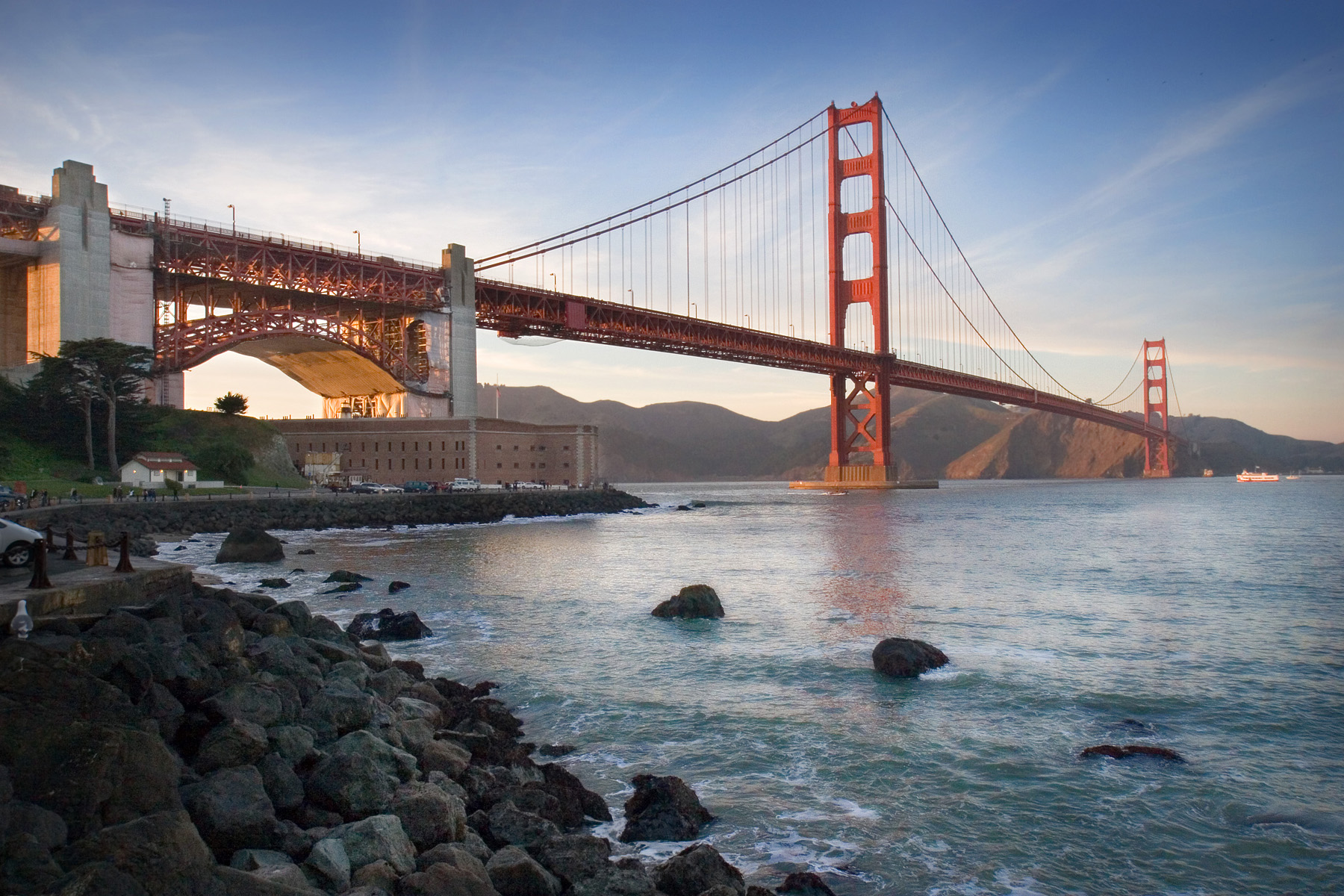
Die Golden Gate-Brücke mit Fort Point

Das markanteste Bauwerk ist die Golden Gate-Brücke in der Bucht von San Francisco.
Westlich von San Diego befindet sich der zweitgrößte Stützpunkt der United States Navy: Das Naval Base Coronado. Hier befindet sich unter anderem auch die konventionelle U-Boot-Flotte für den Pazifik.